# Andrășești
Andrășești község és falu Ialomița megyében, Munténiában, Romániában. A hozzá tartozó település: Orboești. 

## Fekvése
A megye középső részén található, a megyeszékhelytől, Sloboziatól, tizenkilenc kilométerre nyugatra, a Ialomița folyó bal partján.

## Története
A 19. század közepén Ialomița megye Ialomița-Balta járásához tartozott és Andrășești illetve Orboești falvakból, továbbá Cadâna és Bălănică tanyákból állt, összesen 938 lakossal. A község területén ekkor két templom és egy iskola működött. 1925-ös évkönyv szerint Andrășești községe Slobozia járás része volt, 1293 lakossal és Andrășești illetve Orboești falvakból állt. 
1950-ben a Ialomițai régió Slobozia rajonjának volt a része, majd 1952-ben a Bukaresti régióhoz csatolták. Az 1968-as új megyerendszerben ismét Ialomița megyéhez csatolták.

## Lakossága
| Nemzetiségek | 2002 | 2002   |
| ------------ | ---- | ------ |
| Románok      | 2259 | 97,74% |
| Romák        | 51   | 2,20%  |
| Lipovánok    | 1    | 0,04%  |
| Összesen     | 2311 | 100,0% |

## Látnivalók
- Andrășești település iskolaépülete – 1928-ban épült.